# 南陽町
南陽町（なんようちょう）は、かつて愛知県海部郡にあった町。
現在の名古屋市港区の西部に該当し、庄内川の西岸の地域である。現在の地名は港区#地理を参照。
大半は江戸時代に伊勢湾を干拓した新田である。ラムサール条約に登録されている藤前干潟がある藤前も、旧・南陽町の地域であり、かつての地名は藤高前新田という。
1894年（明治27年）、村の福山に本店を構える福田銀行が発足するも、1925年（大正14年）5月12日に不正貸出などが原因で休業に入り倒産する。
名古屋市へ編入された際に南陽町の文字も新たな町名に引き継がれた（例：海部郡南陽町大字福田→名古屋市港区南陽町大字福田）が、その後続々と新たな町名が設置され、現在では南陽町を冠した町名は河川や道路用地など大半が居住地域外となっている。ただし、学校・バス停・店舗の名称などには現在でも南陽を冠する物があるほか、港区役所も旧南陽町を所管する南陽支所が設置されるなど引き続き地域名として使用されている。

## 沿革
- 江戸時代末期、この地域は尾張国海東郡であり、尾張藩領であった。
- 1906年（明治39年）7月1日 - 福田村、茶屋村、福屋村が合併し、南陽村となる。
- 1913年（大正2年） - 海東郡と海西郡が合併し、海部郡となり、南陽村は海部郡の所属となる。
- 1949年（昭和24年）6月1日 - 町制を施行。南陽町となる。
- 1955年（昭和30年）10月1日 - 名古屋市に編入合併され、名古屋市港区の一部となる。南陽町としては、わずか6年4カ月しか存在しなかった。